# Voice (Duo)
Voice waren ein zypriotisches Duo, das für eine Teilnahme am Eurovision Song Contest 2000 gebildet wurde. Es bestand aus den zypriotischen Sängern Alexandros Panayi und Christina Argyri, die beide schon mehrfach an den Vorentscheiden Zyperns zum Eurovision Song Contest teilnahmen.

## Werdegang
Am 16. Februar 2000 gewannen Voice, die damals noch unter dem Namen Alexandros & Christina auftraten, die zypriotische Vorentscheidung, sodass sie Zypern beim Eurovision Song Contest in Stockholm vertreten konnten.
Ihr Lied Nomiza, von dem eine rein griechische, eine rein italienische und eine gemischte Fassung aufgenommen wurde, erreichte mit nur acht Punkten den 21. Platz bei 24 Teilnehmern.
Kurz darauf trennte sich Voice.